# سليم دولة
ولد في مدينة قفصة في الجنوب الغربي لتونس في 13/3/1953، يعد سليم دولة ممثلا للفلسفة المنفصلة عن البحث الأكاديمي وهو لا شك مع فتحي التريكي وأبو يعرب المرزوقي من أهم فلاسفة تونس والعالم العربي.
نشر أول أعماله «ما الفلسفة» وهو بعد طالب في كلية العلوم الإنسانية 9 أفريل بتونس التي تخرج منها وأصبح مدرسا للفلسفة ولكنه حافظ على المسافة التي مكنته بأن يبقى غير منتمي للسلطة التي تمارسها الجامعة على الطلبة وعلى الشعب عموما. واستحق بذلك اللقب الذي أطلقه على نفسه «الكاتب الحر» علما أنه من مؤسسي رابطة الكتاب الأحرار الغير مرخص لها مع كتاب ومفكرين تونسيين آخرين.
عرف سليم دولة في الثمانينات بكتاباته الفلسفية الناقدة بجرعة نتشوية ذات أبعاد سياسية وتاريخية ونشرت أعماله في التسعينات ثم تداخل مشروعه الفلسفي بالشعر في العشرية الأولى من القرن الواحد والعشرين وقد مارست السلط التونسية الكثير من الضغوطات على سليم دولة المستفز والذي كان يرفض أن تحتكر السلطة الوقاحة.
ترشح للانتخابات الرئاسية التونسية 2014.

## مؤلفاته
- ما الفلسفة؟ - 1988
- ما الثقافة؟
- كتاب الجراحات والمدارات - تونس 1991
- كتاب السلوان والمنجنيقات، شعر،1995
- الثقافة والجنسوية الثقافية - 1997
- كتاب ديلانو شقيق الورد، شعر - 2002
- بيان بغداد السقراطي، مقالات في الفكر السياسي.
- أمة جنـّت فصولها، في نقد الشأن اليومي.